# Среден морелетник
Средният морелетник (Stercorarius parasiticus) е вид птица от семейство Морелетникови (Stercorariidae).

## Разпространение
Видът е разпространен в тундровата зона на Евразия и Северна Америка. Зимува в океанските води на Северния Атлантик, в крайбрежните води на Южна Америка, край източните брегове на Северна Америка и Южна Австралия, край западния бряг на Африка, източния бряг на Азия, в Червено море и Персийския залив. Малък брой птици зимуват в Черно и Средиземно море.
Среща се и в България.